# SIPEM
SIPEM è il nome commerciale di una monorotaia (della categoria delle ferrovie sospese) automatica in funzione a Dortmund e a Düsseldorf della Siemens. Il nome SIPEM deriva dalle prime lettere di SIemens PEople Mover. La Siemens non vende più questo prodotto.

## Tecnologia

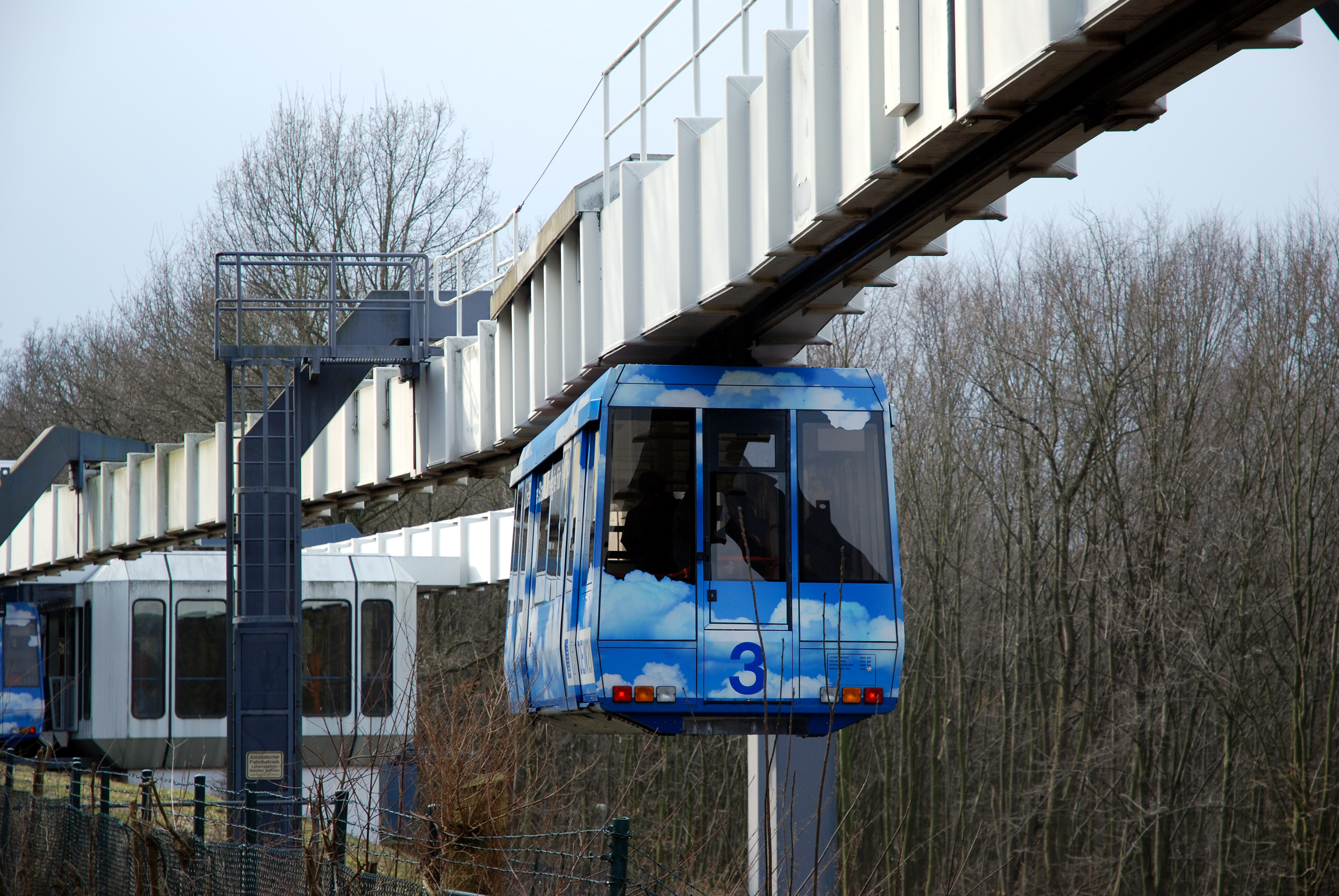
Vista della monorotaia SIPEM di Dortmund

I veicoli nella loro sommità presentano carrelli a due ruote dotate di pneumatici inscatolate nella trave sopraelevata. Le parti visibili sono i veicoli e il palo che collega i veicoli al carrello. Le ruote dotate degli pneumatici non sono visibili in quanto nascoste all'interno della trave. Il sistema è simile alle monorotaie SAFEGE.

## H-Bahn di Dortmund
La monorotaia SIPEM di Dortmund è chiamata H-Bahn (dal tedesco H, abbreviazione di hängend, sospeso, e bahn, ferrovia) e conta di due linee che servono il campus universitario. È stata attivata nel 1984.

## Skytrain di Düsseldorf

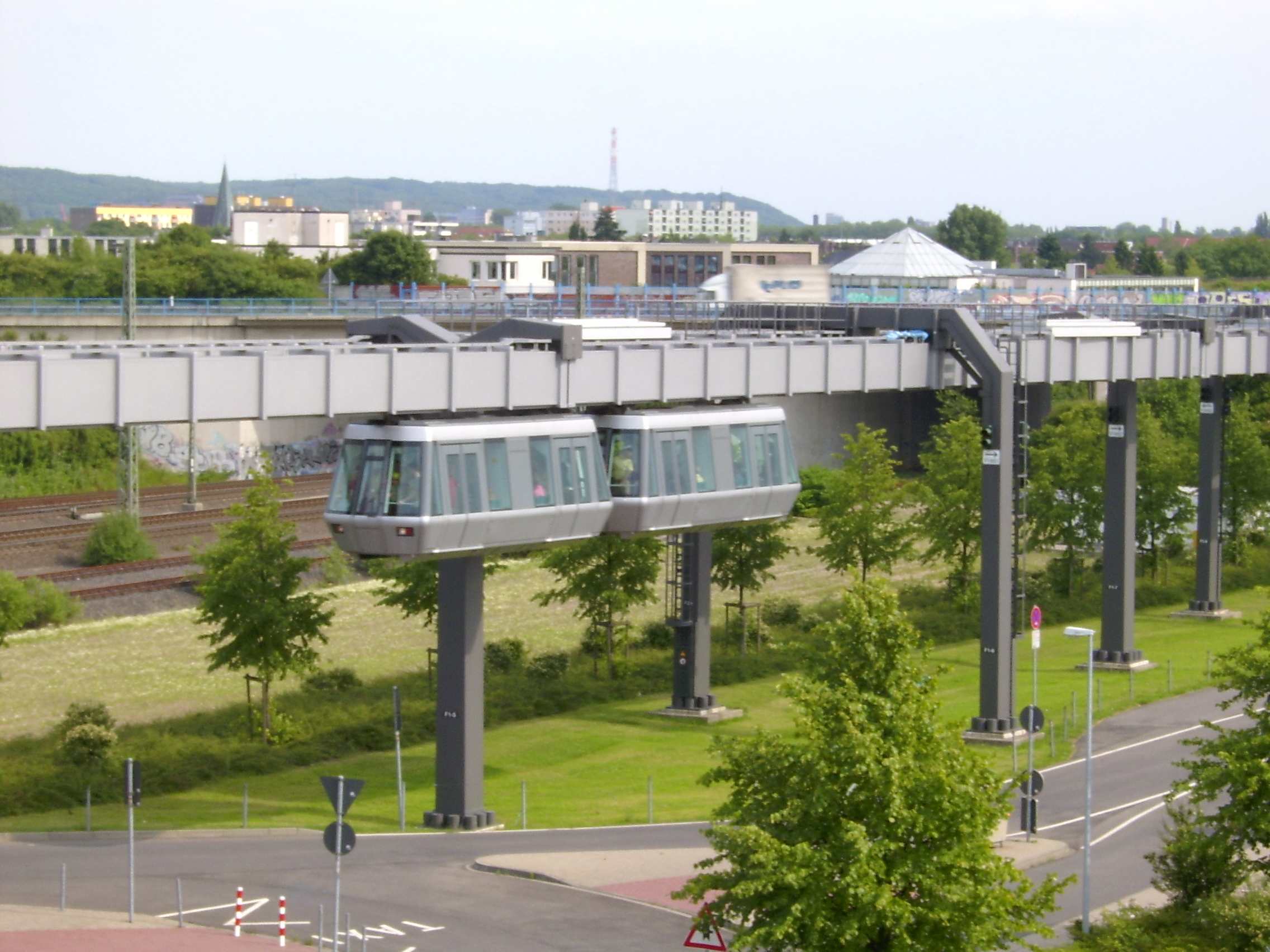
Vista della monorotaia SIPEM di Dusseldorf

La monorotaia SIPEM di Düsseldorf è chiamata Skytrain e collega i terminal dell'aeroporto con la stazione ferroviaria dell'aeroporto. È stata attivata nel 2002.